# 志賀町駅
志賀町駅（しかまちえき）は、石川県羽咋郡志賀町末吉に存在した北陸鉄道能登線の駅である。1972年（昭和47年）に廃駅となった。

## 歴史
- 1953年（昭和28年）4月1日：北陸鉄道能登線の末吉駅として新設開業。
- 1959年（昭和34年）7月1日：志賀町駅に改称。
- 1972年（昭和47年）6月25日：能登線全線廃止により廃駅。

## 駅構造
単式ホーム1面1線の無人駅。

## 廃止後
線路跡はサイクリングロードとなっている。

## 隣の駅
北陸鉄道
能登線
能登高浜駅 - 志賀町駅 - 堀松駅